# Méry Margit
Méry Margit (Tardoskedd, 1936. október 1. –) szlovákiai magyar néprajzkutató.

## Élete
1954-ben érettségizett a komáromi magyar tanítási nyelvű gimnáziumban, majd 1954–1961 között pedagógusként tevékenykedett. 1963-1968 között elvégezte levelező tagozaton a pozsonyi Comenius Egyetem néprajz szakát. 1961–1983 között a Csemadok KB néprajzi szakelőadója, 1983–1993-ban az SZTA Néprajzi Intézetének munkatársa, 1988–2006 között a Szlovák Rádió Magyar Adása számára szerkesztett néprajzi műsorokat.
Elsősorban a szlovákiai magyar népviseletek feltérképezésében és bemutatásában ért el jelentős eredményeket. 1985-től a Magyar Néprajzi Társaság külföldi levelező tagja.

## Elismerései
- 1984 a Szlovák Néprajzi Társaság Nagydíja
- 1997 a Csemadok OV Emlékérme
- 1998 a Nemzeti Kulturális Örökség Minisztériuma Életfa-díja
- 2007 Kodály Zoltán-díj
- 2008 Györffy István Díj (2011).
- 2017 Magyar Arany Érdemkereszt[1]

## Művei
- 1998 Szlovákiai magyar népviseletek (tsz. Jókai Mária)
- 2002 Szlovákiai magyar parasztviseletek.